# Kusay Ben Gares
Kusay Ben Gares (31 de marzo de 2003) es un deportista tunecino que compite en judo.
Ganó dos medallas en los Juegos Panafricanos de 2023 y cinco medallas en el Campeonato Africano de Judo entre los años 2021 y 2025.

## Palmarés internacional
| Juegos Panafricanos | Juegos Panafricanos      | Juegos Panafricanos | Juegos Panafricanos |
| Año                 | Lugar                    | Medalla             | Categoría           |
| ------------------- | ------------------------ | ------------------- | ------------------- |
| 2023                | Acra (Ghana)             | Medalla de oro      | –100 kg             |
| 2023                | Acra (Ghana)             | Medalla de oro      | Equipo mixto        |
| Campeonato Africano |                          |                     |                     |
| Año                 | Lugar                    | Medalla             | Categoría           |
| 2021                | Dakar (Senegal)          | Medalla de plata    | –100 kg             |
| 2022                | Orán (Argelia)           | Medalla de oro      | –100 kg             |
| 2023                | Casablanca (Marruecos)   | Medalla de bronce   | –100 kg             |
| 2024                | El Cairo (Egipto)        | Medalla de oro      | –100 kg             |
| 2025                | Abiyán (Costa de Marfil) | Medalla de bronce   | –100 kg             |